# Bulgarische Eishockeyliga 2000/01
Die Saison 2000/01 war die 49. Spielzeit der bulgarischen Eishockeyliga, der höchsten bulgarischen Eishockeyspielklasse. Meister wurde zum insgesamt 13. Mal in der Vereinsgeschichte der HK Slawia Sofia.

## Modus
In der Hauptrunde absolvierte jede der sechs Mannschaften insgesamt 20 Spiele. Die beiden Erstplatzierten der Hauptrunde qualifizierten sich für das Meisterschaftsfinale. Für einen Sieg erhielt jede Mannschaft zwei Punkte, bei einem Unentschieden gab es einen Punkt und bei einer Niederlage null Punkte.

## Hauptrunde
|    | Klub                   | Sp | S  | U | N  | Tore   | Punkte |
| -- | ---------------------- | -- | -- | - | -- | ------ | ------ |
| 1. | HK Slawia Sofia        | 20 | 20 | 0 | 0  | 104:29 | 40     |
| 2. | HK Lewski Sofia        | 20 | 16 | 0 | 4  | 88:31  | 32     |
| 3. | Akademik Sofia         | 20 | 12 | 0 | 8  | 74:52  | 24     |
| 4. | HK Metalurg Pernik     | 20 | 6  | 0 | 14 | 50:67  | 12     |
| 5. | Etro 92 Weliko Tarnowo | 20 | 5  | 0 | 15 | 33:107 | 10     |
| 6. | HK ZSKA Sofia          | 20 | 1  | 0 | 19 | 29:92  | 2      |

Sp = Spiele, S = Siege, U = Unentschieden, N = Niederlagen

## Finale
- HK Lewski Sofia – HK Slawia Sofia 4:2/3:5 (1:2 n. P.)